# 末永由楽
末永 由楽（すえなが ゆらく、1986年8月31日 - ）は、岡山県出身の競艇選手。登録番号4441。身長161cm。血液型O型。100期。岡山支部所属。同期に青木玄太、桐生順平、鎌倉涼らがいる。

## 来歴
- やまと競艇学校時代、リーグ戦勝率4.56（準優出1 優出はなし）の成績を残した。
- 2007年5月16日、児島競艇場でデビュー。同日、初走で初勝利。19日、初準優出した（6着）。
- 2010年6月21日、唐津競艇場での「G3新鋭リーグ第8戦」で初優出（6着）。
- 2012年1月24日、芦屋競艇場での「G1第26回共同通信社杯 新鋭王座決定戦競走」にG1初出場。26日、3日目9RでG1初勝利。
- 2012年3月8日、若松競艇場での「G3新鋭リーグ第3戦」で初優勝（優出3回目）。